# ATP Challenger Tinton Falls
Das ATP Challenger Tinton Falls (offiziell: Tinton Falls Challenger) war ein Tennisturnier, das einmalig 1978 in Tinton Falls, New Jersey, stattfand. Es gehörte zur ATP Challenger Tour und wurde im Freien auf Hartplatz gespielt.

## Liste der Sieger

### Einzel
| Jahr | Sieger      | Finalgegner | Ergebnis      |
| ---- | ----------- | ----------- | ------------- |
| 1978 | Sashi Menon | John Sadri  | 3:6, 7:5, 6:3 |

### Doppel
| Jahr | Sieger                      | Finalgegner                   | Ergebnis      |
| ---- | --------------------------- | ----------------------------- | ------------- |
| 1978 | Keith Richardson John Sadri | Scott Carnahan Charles Strode | 6:7, 6:3, 6:4 |